# تل‌هارمونیوم

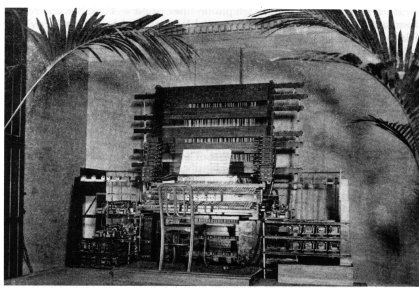
کنسول تل هارمونیوم تادیوس کاهیل ۱۸۹۷

تِل‌هارمونیوم (به انگلیسی: Telharmonium) (یا دایناموفون) از ابزار ابتدایی موسیقی الکترونیک بود که توسط تادیوس کاهیل در سال ۱۸۹۷ توسعه یافت. سیگنال الکتریکیتل هارمونیوم توسط سیم‌ها هدایت می‌شد و در انتها توسط بلندگوهای بوقی شکل شنیده می‌شد. همانند ارگ هاموند در آینده نه چندان دور تل هارمونیوم از گردونه‌های صدا برای تولید اصوات موسیقایی به صورت سیگنال‌های الکتریکی به شیوه سنتز افزودنی استفاده می‌کرد.
کاهیل ۳ نسخه از تل هارمونیوم ساخت، نسخه اول وزنی بالغ بر ۷تن داشت. نسخه دوم وسوم تقریباً ۲۰۰ تن وزن داشتند که نشان‌دهندهٔ پیشرفت قابل توجهی در مشخصه‌های سلف آن‌ها بود. تعداد کمی اجرا در مقابل حضار انجام شد، (نیویورک سالن تل هارمونیک، شماره ۳۹ خیابان برادوی سال ۱۹۰۶) اجراکننده می‌بایست روبروی کنسول ساز بنشیند تا بتواند ابزار را کنترل کند. خود قسمت اصلی ساز چنان بزرگ بود که تمام اتاق را اشغال کرده بود. کابل‌ها از کنسول کنترل از طریق حفره‌ای در کف زمین به هسته اصلی وسیله که در زیرزمین قرار داشت با احتیاط متصل شده بودند.
با وجود اینکه هیچ اثر ضبط شده‌ای از تل هارمونیوم وجود ندارد، گزارش ناظران حاکی از صافی صدای آن است که محتملا اشاره‌ای است به موج‌های سینوسی که در آن زمان قادر به انجام آن‌ها بود. هر یک از گردونه‌های تن دستگاه مرتبط با صدایی می‌بود و برای گسترش امکانات آن، کاهیل تعداد زیادی گردونه تن برای اضافه کردن نت‌های هماهنگ آن نصب کرد، مشابه ارگان امروزی. همچنین تل هارمونیون پلی فونیک بود. پدال‌های تعبیه شده برای پا امکان طراحی و طراحی مجدد صدا را فراهم می‌ساخت. ساز فوق معروف به قابلیت تولید صدای سازهای بادی ارکستر مانند فلوت، قره‌نی بم، کلارینت و همچنین ویلنسل بود.
انقراض این ابزار ابتدایی به دلایل متفاوتی روی داد، مشکلاتی آشکار از جمله حجم زیاد و غول پیکر بودن، مصرف انرژی زیاد (ابزار فوق پیش از اختراع لامپ‌های خلاء اختراع شده بود) علاوه بر این باعث اختلال گسترده در شبکه تلفن شد.
در سال ۱۹۱۲ علاقه مردم نسبت به این ساز انقلابی فروکش کرد و کمپانی کاهیل متعاقباً در سال ۱۹۱۴ نا موفق اعلام شد. کاهیل در سال ۱۹۳۴ فوت کرد، برادر کوچکترش نشان کمپانی را برای ۱ دهه نگه داشت اما او هم نتوانست کسی را به سرمایه‌گذاری و ادامه کار ترغیب کند. آخرین نسخه تل هارمونیوم در سال ۱۹۶۲ قراضه شد.